# John Neely (musicista)
John Neely (Chicago, 29 gennaio 1930 – Richton Park, 8 ottobre 1994) è stato un sassofonista statunitense.

## Biografia
Membro del quintetto di King Fleming (con Russell Williams e Lorez Alessandria) che ha registrato per l'etichetta Blue Lake Records nei primi mesi del 1954, ha suonato con Clifford Jordan nel 1949.
Nel 1960, Neely registrò con il pianista Earl Washington per l'etichetta Formal in un gruppo che comprendeva Walter Perkins alla batteria.
Nello stesso anno, Neely si unì alla band di Lionel Hampton. Down Beat lo definì, il 2 febbraio 1961, come un grande sassofonista tenore.